# Verband der Böttcher, Weinküfer und Hilfsarbeiter Deutschlands
Der Verband der Böttcher, Weinküfer und Hilfsarbeiter Deutschlands war von 1885 bis 1927 eine freie Gewerkschaft für Küfer und Böttcher im deutschen Kaiserreich und der Weimarer Republik.

## Geschichte
Anfänge reichen bis 1872 zurück. Als Vorläufer gelten der Deutsche Böttcher- und Küferverein oder der Deutsche Böttcherbund, die aber keinen Bestand hatten. Der 1885 zur Zeit des Sozialistengesetz gegründete Reiseunterstützungsverein hatte Bestand und wurde in Verband der Böttcher, Weinküfer und Hilfsarbeiter Deutschlands umbenannt. Die Gewerkschaft gehörte der Generalkommission der Gewerkschaften Deutschlands an und war Gründungsmitglied ihres Nachfolgers, des Allgemeinen Deutschen Gewerkschaftsbundes. Am 24. September 1927 fusionierte der Verband mit dem Nahrungs- und Genußmittelarbeiter-Verband, dem Zentralverband der Fleischer und Berufsgenossen und dem Verband der Lebensmittel- und Getränkearbeiter. Es entstand der Verband der Nahrungsmittel- und Getränkearbeiter.

## Vorsitzende
- 1885–1897: Neure
- 1897–1924: Carl Winkelmann
- 1924–1927: N.N.